# Matt Kassian
Matt Kassian (* 28. Oktober 1986 in Edmonton, Alberta) ist ein kanadischer Eishockeyspieler. Er stand bis zum Ende der Saison 2013/14 bei den Ottawa Senators in der National Hockey League unter Vertrag. Seither gilt er als Free Agent.

## Karriere
Kassian wurde beim NHL Entry Draft 2005 in der 2. Runde an 57. Stelle von den Minnesota Wild verpflichtet. Nach Spielen für diverse Teams in der American Hockey League, der ECHL und der Western Hockey League konnte er schließlich im November 2010 sein Debüt für das Team geben. Die gesamte Saison stand er in vier Spielen auf dem Feld, jedoch relativ erfolglos. Er wurde anschließend zurück zu den Houston Aeros transferiert, um einen Monat später von den Wild erneut verpflichtet zu werden. Diese Saison absolvierte er für das Team 24 Spiele, in denen er seine ersten beiden Tore in der NHL erzielen konnte, beide im selben Spiel gegen die Canadiens de Montréal. Die nächsten beiden Spielzeiten verbrachte er erneut bei den Houston Aeros. Im März 2013 wurde er für einen Draft-Pick in der sechsten Runde beim NHL Entry Draft 2014 zu den Ottawa Senators abgegeben. Diese verließ er nach Saisonende als Free Agent.

## Karrierestatistik
Stand: Ende der Saison 2013/14
(Legende zur Spielerstatistik: Sp oder GP = absolvierte Spiele; T oder G = erzielte Tore; V oder A = erzielte Assists; Pkt oder Pts = erzielte Scorerpunkte; SM oder PIM = erhaltene Strafminuten; +/− = Plus/Minus-Bilanz; PP = erzielte Überzahltore; SH = erzielte Unterzahltore; GW = erzielte Siegtore; 1 Play-downs/Relegation; Kursiv: Statistik nicht vollständig)